# Монастырек (Житомирская область)
Монастырек (укр. Монастирок) — село на Украине, находится в Романовском районе Житомирской области.
Население по переписи 2001 года составляет 86 человек. Почтовый индекс — 13020. Телефонный код — 4146. Занимает площадь 44,9 км².

## Адрес местного совета
13020, Житомирская область, Романовский р-н, с.Ясногород, ул.Т.Шевченко, 48